# Кусенко Олександр Юрійович
Олександр Юрійович Кусенко (нар. березень 1966, Сімферополь) — американський фізик-теоретик, астрофізик і космолог, професор фізики і астрономії в Каліфорнійському університеті в Лос-Анджелесі (UCLA).
Член правління Фізичного центру Аспена з 2005 року. Кусенко був удостоєний статусу члена Американського фізичного товариства в 2008 році за оригінальний і плідний внесок у фізику елементарних частинок, астрофізику і космологію.
Крім того, Кусенко обіймає посаду старшого наукового співробітника в Інституті фізики та математики Всесвіту імені Кавлі з лютого 2008 року .

## Публікації
Включений в корпусі експертів з природничих наук з 9241 цитуванням на роботи, опубліковані з 1991 року. Індекс Хірша — 52. .